# Mystery Men
Mystery Men ist eine US-amerikanische Filmkomödie aus dem Jahr 1999. Der Film ist eine Parodie auf Superhelden-Filme und basiert lose auf einer Comic-Serie von Dark Horse Comics. Der Film erschien in Deutschland am 25. August 2000 auf DVD.

## Handlung
Die Gangsterbande Red Eyes überfällt ein Seniorentreffen in der Stadt Champion City. Die zweitklassigen Superhelden Mr. Furious, Blue Raja (der Blaue Raja) und Shoveller (der Schaufler) versuchen, die Gangster zu bekämpfen, unterliegen ihnen aber. Erst der eintreffende Superheld Captain Amazing, gefeierter Champion der Stadt, Medienliebling und Werbe-Ikone, kann die Angreifer für die geschlagenen Helden besiegen.
Auf Betreiben von Captain Amazing, dessen Werbeeinnahmen mangels medienwirksamer Superschurken-Gegnerschaft sinken, wird sein Erzfeind, der wahnsinnige – im Original mit deutschem Akzent sprechende – Casanova Frankenstein nach 20 Jahren aus einer Irrenanstalt entlassen. Frankenstein sprengt umgehend die Anstalt in die Luft und kann den ihn darauf besuchenden Captain Amazing durch eine List überwältigen und gefangen nehmen.
Mr. Furious, der Blaue Raja und der Schaufler stellen derweil fest, dass sie für Casanova Frankenstein und seine Helfer nicht stark genug sind. Sie organisieren ein Casting, um weitere Superhelden zu engagieren. Die Helden, die auf diese Weise als neue Mitglieder zu der Gruppe stoßen, sind die Bowlerin, die mit einer durchsichtigen Bowlingkugel kämpft, in die der skelettierte Schädel ihres getöteten Vaters integriert ist, Invisible Boy (der unsichtbare Junge) und der Spleen.
Der Gruppe wird schnell klar, dass es ihr an Erfahrung und Ausrüstung mangelt, um Frankenstein zu konfrontieren, und nimmt deshalb Kontakt zu Sphinx auf, einem mysteriösen und erfahrenen Superhelden, der insbesondere durch seine mysteriösen Superhelden-Weisheiten schnell zum Mentor avanciert und das Team mit rigorosem Training auf die kommende Konfrontation vorbereitet. Mr. Furious, der durch das Erscheinen von Sphinx seinen Status als Mittelpunkt der Gemeinschaft verliert, verlässt daraufhin enttäuscht die Gruppe. Mit Hilfe seiner neuen Freundin, der Kellnerin Monica, merkt er aber schnell, dass er einen Fehler begangen hat, und kehrt zu seinen Freunden zurück.
Nach dem erneuten erfolgreichen Zusammenschluss der Gruppe versuchen die Superhelden, Captain Amazing aus dem Versteck in Casanova Frankensteins Villa zu befreien. Der Bösewicht hat währenddessen eine Vielzahl von Gesinnungsgenossen um sich geschart und ist im Begriff, die ganze Stadt zu zerstören. Captain Amazing stirbt beim missglückten Befreiungsversuch, Casanova Frankenstein hat Monica entführt, und es kommt schließlich zum Showdown, bei dem jeder der Gruppe seine individuellen Kräfte erfolgreich einsetzen kann. Mit vereinten Anstrengungen schaffen sie es, Casanova Frankenstein zu besiegen und die Zerstörung der Stadt zu verhindern. Am Ende werden sie gefeiert und denken über einen Namen für ihre Gruppe nach, bis eine Fernsehreporterin schließlich von den „Mystery Men“ spricht.

## Kritiken
Die Leistungen der Schauspieler wurden gelobt, die Handlung wurde u. a. als streckenweise zu albern kritisiert. Die Bewertungen des Films durch Kritiker variieren stark.
Die Zeitschrift Cinema schrieb, diese „schräg-geniale Superheldenparodie“ sei eine „herrlich durchgedrehte Persiflage mit Action, Starpower, witzigen Dialogen.“.
Die Zeitschrift Prisma schrieb, „diese Persiflage auf Superhelden hat es in sich: Mit viel Esprit und Top-Besetzung inszenierte Kinka Usher diesen nicht klischeefreien, aber dennoch übermütigen Spaß. Besonders witzig: Der einzige Superheld mit übernatürlichen Kräften ist der Spleen - er kann Gegner mit gigantischen Furzen niederstrecken!“.

## Auszeichnungen
Der Film wurde für den Filmpreis Saturn Award in der Kategorie Beste Kostüme nominiert. Janeane Garofalo wurde für den American Comedy Award nominiert. Ben Stiller wurde für den Teen Choice Award nominiert.

## Hintergründe
Der Film basiert lose auf der Dark Horse Comics Comic-Serie Flaming Carrot Comics.
Die Produktionskosten betrugen ca. 68 Millionen US-Dollar. Der Film spielte ca. 33 Millionen US-Dollar ein.